# Hadena centrochlora
Hadena centrochlora là một loài bướm đêm trong họ Noctuidae.